# Haruhiko Kindaichi
Haruhiko Kindaichi (金田一 春彦, Kindaichi Haruhiko; 3 avril 1913 – 19 mai 2004) est un linguiste japonais et un spécialiste de la linguistique japonaise (kokugogaku). Il est bien connu comme éditeur de dictionnaires japonais et pour ses recherches sur les dialectes japonais. Sa médaille du mérite est l'Ordre du Soleil Levant. Il est docteur en littérature de l'Université de Tokyo en 1962. Il reçoit un éloge officiel comme quelqu'un qui a rendu un service spécial dans le domaine de la culture, est citoyen d'honneur du district métropolitain de Tokyo etc.

## Biographie
Il naît le 3 avril 1913 au domicile de sa mère à Morikawa-cho dans le quartier Hongō de Tokyo (à présent Hongo 6-chome, Bunkyō, district métropolitain de Tokyo), fils ainé de Shizue (née Hayashi) et Kyōsuke Kindaichi, linguiste réputé et expert de la langue aïnou. À sa naissance, son père perd son emploi de correcteur de l'encyclopédie Sanseido aussi sa famille est-elle dans une situation économique désastreuse. Son père retrouve finalement un emploi comme professeur à l'Université impériale de Tokyo.
Harukiho se marie et a deux fils : Masumi Kindaichi, universitaire spécialiste du russe et professeur émérite à l'Université Keiō et actuellement le Président d'Université Nagano, et Hideho Kindaichi, linguiste et professeur à l'Université Kyorin.
Haruhiko se fait connaître du grand public avec la publication de son ouvrage Nihongo (« La langue japonaise ») en 1957, qui devient un succès de librairie en raison de son approche anecdotique de la nature du langage. Il poursuit, en compagnie de Susumu Ōno et devient un intellectuel familier du grand public, toujours disponible pour intervenir dans de débats et discussions à la radio et à la télévision sur le thème du langage.

## Prix et distinctions
- Médaille d'honneur du Japon (1977)
- Ordre du Soleil levant, 3e classe (1986)
- Personne de mérite culturel (1997)
- Ordre du Trésor sacré, 2e clase (2004)

## Source de la traduction
- (en) Cet article est partiellement ou en totalité issu de l’article de Wikipédia en anglais intitulé « Haruhiko Kindaichi » (voir la liste des auteurs).
- Notices d'autorité :   - VIAF
  - ISNI
  - BnF (données)
  - IdRef
  - LCCN
  - GND
  - Italie
  - Japon
  - CiNii
  - Pays-Bas
  - Israël
  - Australie
  - Lettonie
  - Corée du Sud
  - WorldCat